# Ruż
Ruż – rzeka, lewy dopływ Narwi o długości 39,1 km i powierzchni dorzecza 358 km². 
Płynie na Nizinie Północnomazowieckiej przez Międzyrzecze Łomżyńskie do Doliny Dolnej Narwi, w województwie podlaskim i mazowieckim.
Rzeka wypływa ze źródeł na obszarze Czerwonego Boru, na południowy wschód od wsi Głębocz Wielki, a do Narwi uchodzi w pobliżu wsi Rybaki, poniżej Nowogrodu. Przepływa przez miejscowości Głębocz Wielki, Kaczynek, Kleczkowo, Miastkowo, Rybaki.